# Amsterdam Panthers 2019
Questa voce raccoglie le informazioni riguardanti gli Amsterdam Panthers nelle competizioni ufficiali della stagione 2019.

## Eerste Divisie 2019

### Stagione regolare
| Amsterdam 10 marzo 2019, ore 14:00 | Amsterdam Panthers | 12 – 6 referto | Den Haag Raiders '99 |  |

| Eindhoven 24 marzo 2019, ore 14:00 | Eindhoven Predators | 0 – 37 referto | Amsterdam Panthers |  |

| Amsterdam 7 aprile 2019, ore 14:00 | Amsterdam Panthers | 39 – 0 referto | Enschede Broncos |  |

| Rotterdam 28 aprile 2019, ore 14:00 | 010 Trojans | 13 – 27 referto | Amsterdam Panthers |  |

| Nimega 12 maggio 2019, ore 14:00 | Nijmegen Pirates | 0 – 20 (a tavolino) referto | Amsterdam Panthers |  |

| Amsterdam 26 maggio 2019, ore 14:00 | Amsterdam Panthers | 44 – 0 referto | Maastricht Wildcats |  |

| Amsterdam 2 giugno 2019, ore 14:00 | Amsterdam Panthers | 20 – 0 (a tavolino) referto | Amsterdam Crusaders II |  |

### Playoff
| 23 giugno 2019 | Amsterdam Panthers | 13 – 6 | Maastricht Wildcats |  |

| 6 luglio 2019, ore 17:00 | Amsterdam Panthers | 3 – 15 | 010 Trojans |  |

## Statistiche di squadra
| Competizione           | %Vittorie | In casa | In casa | In casa | In casa | In casa | In casa | In trasferta | In trasferta | In trasferta | In trasferta | In trasferta | In trasferta | Totale | Totale | Totale | Totale | Totale | Totale |
| Competizione           | %Vittorie | G       | V       | N       | P       | Pf      | Ps      | G            | V            | N            | P            | Pf           | Ps           | G      | V      | N      | P      | Pf     | Ps     |
| ---------------------- | --------- | ------- | ------- | ------- | ------- | ------- | ------- | ------------ | ------------ | ------------ | ------------ | ------------ | ------------ | ------ | ------ | ------ | ------ | ------ | ------ |
| ED - Stagione regolare | 1.000     | 4       | 4       | 0       | 0       | 115     | 6       | 3            | 3            | 0            | 0            | 84           | 13           | 7      | 7      | 0      | 0      | 199    | 19     |
| ED - Playoff           | .500      | 2       | 1       | 0       | 1       | 16      | 21      | 0            | 0            | 0            | 0            | 0            | 0            | 2      | 1      | 0      | 1      | 16     | 21     |
| Totale                 | .889      | 6       | 5       | 0       | 1       | 131     | 27      | 3            | 3            | 0            | 0            | 84           | 13           | 8      | 8      | 0      | 1      | 215    | 40     |